# 國東線
國東線（日语：／）是一條曾經連接大分縣杵築市杵築站至國東半島東部，同縣東國東郡國東町（現時：國東市）國東站之間，由大分交通經營的鐵路線。

## 路線概要
在此線中，站與站的相距較短，這是由於沿線的村落比較密集。在國東半島中，由兩子山山上至沿岸處有一些溪谷，沿溪谷兩旁有許多村落。因此，從內陸村落前往海邊相對容易，但是從溪谷旁的內陸村落前往另一處溪谷旁的內陸村落卻不方便。因此，建設路線時（特別在安岐站以北區間），於各個溪谷處均設立車站。在趕海時期會開設臨時「挖貝列車」，在花見時期，於八幡奈多宮設有「花見列車」。另外，人們也會經常使用鐵路運送蜜柑與七島藺。
在整條路線中，千光寺的斜坡（八坂停留所至祇園站之間），祇園的斜坡（祇園站至若宮臨時停留所之間）和鹽屋的斜坡（志口停留所至安岐站之間）之坡度較高，三段的斜坡距離較長。當較多乘客乘車時，車輛不能夠一口氣爬上斜坡，在當時會發生後退的情況。當遇到這個情況，車輛會輸出最大功率以爬上斜坡，若還未能夠成功攀坡，乘客便需要下車徒步登上山坡。當情況嚴重時，乘客更需要在推車。特別是在戰時和戰後期間，由於燃料問題十分嚴重，當時這個情況已經變得日常便飯。
對於當地居民和杵築高校生來說，此路線是不可或缺的。在國東線還在營運期間，在大分縣內縣道來說，國東半島的道路狀況比較惡劣，當時被稱為「陸之孤島」。現時環半島岸邊行走的國道213號是使用當時國東線的路軌遺址，因此現時道路的走線和寬度均得到改善。相對當時蜿蜒曲折和未鋪裝的狹窄道路來說，就算使用私家車行走也比較困難。當時雖然設有巴士服裝，但時行車時間比現時還長。
上述提及，沿線的貨物運輸（蜜柑與七島藺）使國東線的業績不俗。當時還為了把路線延伸至富來，已經率先收地，以確保擁有土地敷設鐵路。最終計劃連接宇佐參宮線，形成一雙環國東半島一周的鐵路線。可是由於種種原因，最後未能實現這件事。關於國東至富來之間已經取得的土地，由於年份久遠，現時已經較難確認位置。

### 路線數據
截至1961年（昭和36年）10月
- 路線距離：30.3公里
- 車站數目：20座
- 軌距：1067毫米
- 雙線區間：沒有（全線單線）
- 電氣化區間：沒有（全線非電氣化（日语：非電化））

## 運行概要
截至1939年（昭和14年）11月修正一刻
- 班次數目：杵築至國東之間11個往返班次
- 所需時間：全線1小時11分至18分

截至1961年6月修正一刻
- 班次數目：杵築至國東之間16.5個往返班次（另外還有安岐至杵築之間的1班區間列車）
- 所需時間：全線1小時15分至30分

## 歷史
當地有志者於1912年（大正元年）申請敷設杵築至富來之間的鐵路。在1913年（大正2年）批出許可狀。在1914年（大正3年），國東鐵道株式會社成立。濱本義顯就任第一代社長。同年10月，包含濱本在內的3名職員因為偽造文件、行使詐欺和挪用公款等罪名被捕。由於他們所佔的公司資本過半數，因此公司處於難以決策的情況。使在申請中的工程未獲批准。在1916年（大正5年）10月，許可狀被失效。後來再次申請許可，同年12月再度得到許可。在經過收購用地等事前準備後，於1917年（大正6年）開始動工。可是當時正值第一次世界大戰期間，使勞動力短缺。加上建設資金不足，使施工時間被推遲。最終，公司瀕臨破產，為了追債便解雇了所有員工和賣出了所有路軌，隨後再次僱用最低數量的員工。軌距方面，第一次和第二次的申請都是762毫米。在申請開始動工時，軌距也是762毫米。但是在敷設路軌工程前的1918年（大正7年），獲得敷設許可的終點富來町計劃開設聯絡船航線連接德山市，為了可連接省線，因此軌距變更為1067毫米。
在1921年（大正10年）12月，曾就任京阪電氣鐵道的太田光凞就任社長。在1922年（大正11年）2月的股東大會中，資本金額由80萬日圓減少至26.4萬日圓，隨後再增加73.6萬日圓資金至100萬日圓，淨利潤將用於結轉虧損和攤銷建設成本，隨後減少對債權者的依賴。社長也提供了7000日圓，以用作償還債務等進行財務整理。在1922年（大正11年）7月，杵築至杵築町（後來名為杵築市）之間開業。太田在1925年（大正14年）退任社長，直至1939年（昭和14年）去世前，一直擔任董事會成員。
在1961年（昭和36年）10月26日發生暴雨，使跨越安岐川的第二安岐川橋被沖毀。另外在灘手停留所附近，由於路軌靠近海邊，大浪使路軌被扭曲，於觀音崎的路塹更被埋没，造成的損毀較大。安岐至武藏之間有許多鐵橋被受損，導致長時間暫停服務。後來安排了巴士代行服務，同時沒有為鐵路線修復的情況下，武藏至國東之間的路段於1964年（昭和39年）廢除。杵築至安岐之間在建設了臨時鐵橋後重新營業。後來由於機動化的發展。在1966年（昭和41年）全線廢除。諷刺的是，當路線被廢除一個月後，當地政府決定把大分機場從大分市內遷移至國東線沿線的安岐町和武藏町。

### 年表
- 1913年（大正2年）10月4日：批出鐵道許可狀（速見郡八坂村至東國東郡富來町之間）[8]
- 1914年（大正3年）3月30日：國東鐵道株式會社成立[9][10]
- 1916年（大正5年）
  - 10月23日：鐵道許可失效（原因：申請施工認可期限已過）[11]
  - 10月29日：再次申請鐵道敷設許可 [12]
  - 12月14日：再次批出鐵道許可狀（速見郡八坂村至東國東郡富來町之間）[13]
- 1922年（大正11年）
  - 7月7日：杵築至杵築町（後來名為杵築市）之間5.1公里路段啟用[14]
  - 12月24日：杵築町至守江之間4.3公里路段啟用[15]
- 1923年（大正12年）10月5日：守江至奈多八幡之間4.5公里路段啟用[16]
- 1925年（大正14年）12月2日：奈多八幡至安岐之間4.2公里路段啟用[17]
- 1933年（昭和8年）7月11日：安岐至武藏之間5.2公里路段啟用[18]
- 1935年（昭和10年）11月30日：武藏至國東之間7.0公里路段啟用[19]
- 1945年（昭和20年）4月20日：在陸運統制令（日语：陸運統制令）下，國東鐵道合併至大分交通。成為大分交通國東線
- 1961年（昭和36年）10月26日：由於暴雨，使許多鐵橋受損。安岐至武藏之間暫停服務
- 1964年（昭和39年）9月1日：安岐至國東之間被廢除
- 1966年（昭和41年）4月1日：全線被廢除

## 車站列表
截至1961年10月
杵築站（本站） –  八坂停留所 –  祇園站 –  若宮停留所（臨時） –  杵築町站（杵築市站） –  大內停留所 –  灘手停留所 –  守江站 –  東守江站（住吉濱站） –  狩宿停留所 –  奈多八幡站 –  北奈多停留所 –  志口停留所 –  安岐站 –  古城停留所 –  大海田停留所 –  武藏站 –  池之內停留所 –  綱井站 –  黑津崎停留所（臨時） –  小原停留所 –  國東站
若宮停留所是在每年12年才營運，當時正值若宮牛馬市時期（日本三大牛馬市之一）。黑津崎停留所是在泳季才營運，該車站為了方便泳客前往黑津崎海灘而設。

## 接續路線
- 杵築站：國鐵日豐本線

## 運輸業績
| 年度 | 客運量（人） | 貨運量（公噸） | 營業收入（日圓） | 營業支出（日圓） | 營業利潤（日圓） | 其他收入（日圓） | 其他支出（日圓）                | 支付利息（日圓） | 政府補貼（日圓） |
| ---- | ------------ | -------------- | ---------------- | ---------------- | ---------------- | ---------------- | ------------------------------- | ---------------- | ---------------- |
| 1922 | 87,452       | 3,662          | 17,528           | 14,558           | 2,970            |                  |                                 |                  |                  |
| 1923 | 451,314      | 15,586         | 85,766           | 66,001           | 19,765           |                  |                                 | 15,482           | 27,895           |
| 1924 | 488,177      | 20,181         | 121,643          | 97,319           | 24,324           |                  |                                 | 42,479           | 54,387           |
| 1925 | 455,020      | 16,565         | 126,828          | 83,043           | 43,785           |                  |                                 | 48,039           | 53,311           |
| 1926 | 409,053      | 19,619         | 109,267          | 83,617           | 25,650           |                  | 雜項與損壞6,200                 | 59,719           | 73,751           |
| 1927 | 425,164      | 18,297         | 118,146          | 88,235           | 29,911           |                  | 汽車35,404                      | 54,065           | 73,510           |
| 1928 | 410,172      | 17,276         | 113,226          | 84,446           | 28,780           |                  | 汽車7,688雜項與損壞15,209       | 49,831           | 73,785           |
| 1929 | 368,349      | 18,414         | 107,151          | 69,781           | 37,370           | 汽車844          | 雜項與損壞1,241                 | 37,025           | 73,669           |
| 1930 | 303,949      | 18,300         | 82,004           | 68,327           | 13,677           |                  | 汽車657雜項與損壞9,136          | 30,197           | 73,681           |
| 1931 | 267,073      | 16,978         | 66,878           | 53,288           | 13,590           |                  | 折舊15,000雜項與損壞3,727       | 43,567           | 71,400           |
| 1932 | 270,426      | 15,254         | 73,665           | 47,058           | 26,607           |                  | 汽車10,851雜項、損壞與折舊1,486 | 63,618           | 60,784           |
| 1933 | 268,204      | 21,278         | 74,200           | 44,957           | 29,243           |                  | 汽車7,463雜項與損壞4,374        | 49,255           | 36,421           |
| 1934 | 293,043      | 26,854         | 89,855           | 57,073           | 32,782           |                  | 汽車1,537雜項、損壞與折舊8,076  | 42,077           | 37,528           |
| 1935 | 307,133      | 29,899         | 94,493           | 58,787           | 35,706           | 汽車4,835        | 雜項、損壞與折舊18,920          | 39,655           | 37,540           |
| 1936 | 526,504      | 36,352         | 151,907          | 83,246           | 68,661           |                  | 汽車9,454雜項與損壞537          | 52,147           | 18,224           |
| 1937 | 605,480      | 36,918         | 175,714          | 94,649           | 81,065           |                  | 汽車27,280雜項與損壞19,336      | 65,714           | 65,749           |
| 1939 | 703,526      | 47,386         |                  |                  |                  |                  |                                 |                  |                  |
| 1941 | 1,067,385    | 50,973         |                  |                  |                  |                  |                                 |                  |                  |
| 1943 | 1,153,892    | 55,043         |                  |                  |                  |                  |                                 |                  |                  |
| 1945 | 1,263,457    | 48,908         |                  |                  |                  |                  |                                 |                  |                  |
| 1952 | 1,485,036    | 44,755         |                  |                  |                  |                  |                                 |                  |                  |
| 1958 | 1,819千      | 42,861         |                  |                  |                  |                  |                                 |                  |                  |
| 1963 | 2,212千      | 48,677         |                  |                  |                  |                  |                                 |                  |                  |

- 資料取自各年度版《鐵道省鐵道統計資料》、《鐵道統計資料》、《鐵道統計》、《國有鐵道陸運統計》、《地方鐵道軌道統計年報》和《私鐵統計年報》。

## 車輛
- 柴油機車
  - D33·34 柴油機車 在1954年由日立製作所製造。與耶馬溪線D31·32屬同一款機車
- 柴油列車
  - KiHa50「千鳥」（前北九州鐵道（日语：北九州鉄道）JiHa51→國鐵KiHa40331）
  - KiHa602「潮風」·604「渚」 分別在1956年和1960年由日本車輛製造和新潟鐵工所製造。兩架都是轉向架車。以國鐵KiHa10系（日语：国鉄キハ10系気動車）作為基礎，正面有兩個非穿透式窗戶。與耶馬溪線KiHa601·603屬同一款機車
  - KiHa30「鷗」（前佐久鐵道KiHoHa57→國鐵KiHa40305） 轉向架車
  - KiHa20「濱鷸」·21「白鷺」 1935年由日本車輛製造製造的轉向架車
  - KiHa501「細波」（前和歌山鐵道KiHa501） 轉向架車
- 客車
  - HoHaFu201 轉向架客車
  - HaNiFu11·12 單轉向架客車，前國東鐵道KiHa11·12
  - HaFu54（前國鐵Ha4645）·55·56·57·HaNiFu59 兩軸客車
- 貨車
  - WaFu203 兩軸棚車
  - To203·212 兩軸軸敞車

## 現狀
現時大部分路基遺址變成了國道213號。另外，部分車站的候車室現時變成了巴士站的候車室。在JR杵築站的月台上還有轉乘國東線的指示牌，讓人回想起過去。另外，舊杵築町站（杵築市站）變成了巴士總站，並被稱為「市站」。這是國東鐵道遺留下來的名稱。而JR杵築站通常也被稱為「本站」。

## 注腳

## 外部連結
- 國東線地圖 （页面存档备份，存于）（日語）